# Holoptilinae
Holoptilinae – podrodzina pluskwiaków z podrzędu różnoskrzydłych i rodziny zajadkowatych, obejmująca około 80 gatunków. Występują głównie na wschodniej półkuli. Drapieżne. Wiele gatunków to wyspecjalizowani mrówkożercy, wabiący swe ofiary wydzieliną trichomu.

## Taksonomia
Takson utworzyli w 1843 roku Charles Jean-Baptiste Amyot i Jean Guillaume Audinet-Serville. W obrębie zajadkowatych klasyfikowany jest w grupie określanej jako "Phymatine Complex". Badania filogenetyczne Hwanga i Weirauch z 2012 wskazują na monofiletyzm Holoptilinae jak i "Phymatine Complex", obejmującego także Hammacerinae, Centrocnemidinae i Phymatinae. Ponadto do kompleksu tego zalicza się jeszcze Elasmodeminae, których we wspomnianej analizie nie uwzględniono. "Phymatine Complex" zajmuje w obrębie zajadkowatych pozycję bazalną.
Do Holoptilinae należy około 80 gatunków z 16 rodzajów, zgrupowanych w 3 plemiona:
- Aradellini Wygodzinsky et Usinger, 1963
- Dasycnemini Wygodzinsky et Usinger, 1963
- Holoptilini Lepletier et Audinet-Serville, 1825

## Opis
Jako potencjalnie synapomorficzne cechy tych pluskwiaków wymienia się brak grzebyka czyszczącego na goleniach odnóży przedniej pary, desklerotyzację przykrywki oraz nabrzmiały pierwszy człon biczyka czułków. Gatunki z plemion Holoptilini i Dasycnemini odznaczają się gęstym, długim lub bardzo długim oszczeceniem ciała i odnóży oraz czteroczłonowymi czułkami. Aradellini są oszczecone gęsto i krótko, za to mają trójczłonowe czułki. Użyłkowanie zakrywki jest zredukowane: u Dasycnemini występują dwie podłużne żyłki, a u Holoptini jedna zamknięta komórka.
Holoptilini, jako wyspecjalizowane myrmekofagi, odznaczają się obecnością trichomu, którego wydzielina wabi i odurza mrówkowate. Narząd ten powstaje z przekształcenia części 2. i 3. sternitu odwłoka. Składa się m.in. z jednokomórkowych gruczołów i ośmiu grup szczecin. Szczegóły jego budowy różnią się między poszczególnymi gatunkami.

## Rozprzestrzenienie
Występują głównie w południowej Palearktyce, strefie tropikalnej Starego Świata oraz Australii. Tylko rodzaj Neolocoptiris występuje w Ameryce, zasiedlając Gujanę.